# 윌리엄스 F1

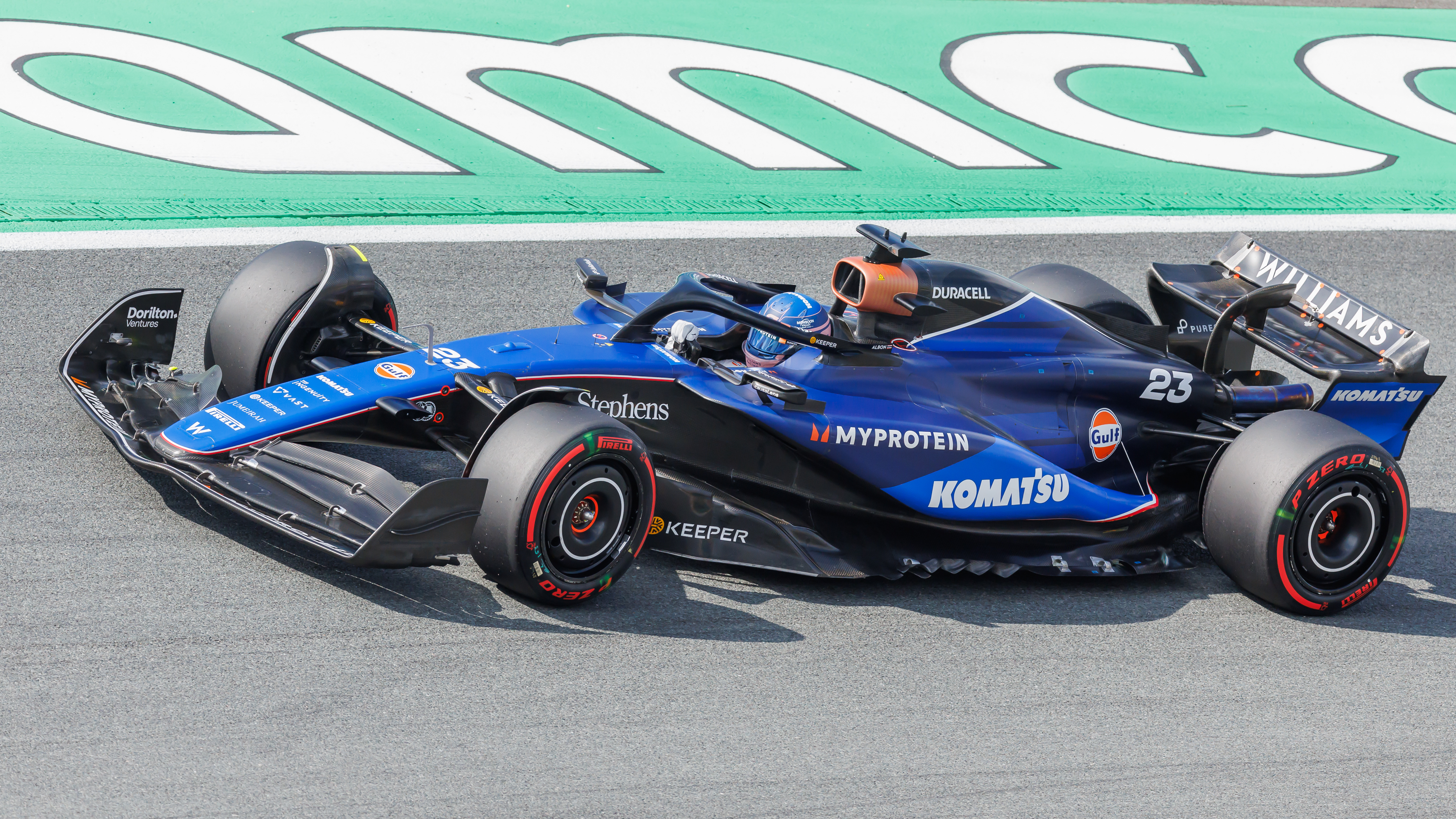
2024년 네덜란드 그랑프리에 참가한 윌리엄스 레이싱 소속의 알렉산더 알본

윌리엄스 그랑프리 엔지니어링 리미티드(Williams Grand Prix Engineering Limited)는 영국의 그로브에 위치한 포뮬러 원 모터레이싱 팀이자 컨스트럭터로 현재 윌리엄스 레이싱으로 활동하고 있다.
윌리엄스는 1977년 프랭크 윌리엄스이 설립했으며 이전에 운영하던 팀이었던 프랭크 윌리엄스 레이싱 카 (1969-1975)와 울프-윌리엄스 레이싱 (1977)이 성공하지 못하자 영국의 엔진 공학자였던 패트릭 헤드와 함께 현재의 회사를 설립하였다. 이후 80, 90년대의 성공으로 F1 역사에서 페라리에 이어 두번째로 많은 컨스트럭터 타이틀을 가지고 있으며 손꼽히는 명문팀으로 알려져 있다. 윌리엄스의 모든 F1 섀시의 이름은 "FW"와 뒤에 숫자가 붙는데 FW는 팀의 창립자인 프랭크 윌리엄스의 약자를 의미한다.
윌리엄스는 2014년부터 도입된 하이브리드 파워트레인 이후 머신의 경쟁력을 점차 잃어가며 팀 성적이 하락하더니 2019년 시즌에서는 고작 1점을 획득하는 처참한 성적을 기록했다. 이와 더불어 다른 팀에 비해 적은 예산으로 운영하던 팀이 코로나19 범유행으로 인한 2020년 시즌의 일정 연기로 재정적 압박을 이기지 못하고 2020년 5월에 메인 스폰서였던 ROKiT와의 계약을 파기하고 팀 매각 절차에 들어갔다.
이후 8월 21일에 미국계 투자회사인 도릴턴 캐피탈이 팀을 인수했고, 팀의 창업자였던 프랭크 윌리엄스와 감독 역할을 맡았던 그의 딸 클레어 윌리엄스는 9월 6일에 몬차에서 열리는 2020년 이탈리아 그랑프리를 끝으로 경영진 자리에서 물러나기로 했으며, 8일에는 CEO였던 마이크 오드리스콜도 은퇴 의사를 밝혔다.